# Judit och Holofernes (Klimt)
Judit och Holofernes (tyska: Judith eller Judith und Holofernes) är två oljemålningar av den österrikiske konstnären Gustav Klimt. Den första versionen är från 1901 och ingår sedan 1954 i Österreichische Galerie Belvederes samlingar i Wien. Judit II målades 1909 och är utställd på Galleria Internazionale d'Arte Moderna i Palazzo Ca' Pesaro i Venedig.
Klimts konst är en märklig och elegant syntes av symbolism och jugend, ofta med erotiska inslag. I Judits bok, som ingår i Tillägg till Gamla testamentet, berättas om en judisk kvinna vid namn Judit som räddar sin stad Betylua genom att förföra och sedan döda Nebukadnessar II:s härförare Holofernes. Som modell för Judit I stod den judiska societetsdamen Adele Bloch-Bauer (1881–1925), även känd från Porträtt av Adele Bloch-Bauer I (1907). Tidvis har tavlorna kallats Salome efter den bibliska kvinna Salome som av sin styvfar krävde Johannes Döparens huvud på ett fat. Med bibliska och historiska motiv som förevändning skildrade Klimt förra sekelskiftets drömföreställningar om den förföriska kvinnan och det ondas lockelse.
Berättelsen om Judit är ett vanligt motiv i konsthistorien och har skildrats av bland annat Simon Vouet, Caravaggio och Artemisia Gentileschi.

## Galleri

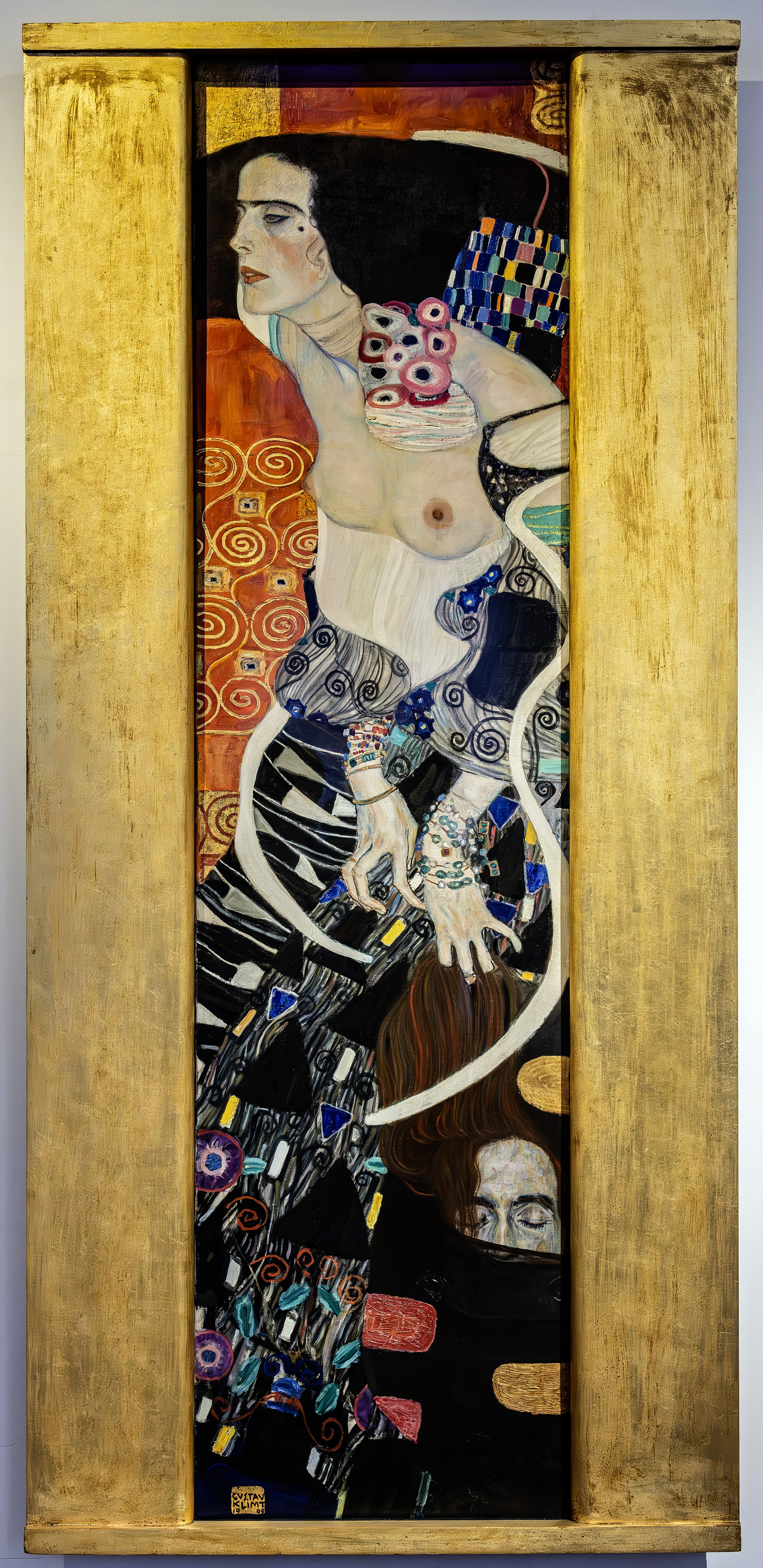
Judit II, Gustav Klimts version från 1909. Galleria Internazionale d'Arte Moderna i Palazzo Ca' Pesaro i Venedig.
Caravaggios version från omkring 1600. Galleria Nazionale d'Arte Antica i Rom.